# Штаммгайм (Цюрих)
Штаммгайм (нім. Stammheim ZH) — громада  в Швейцарії в кантоні Цюрих, округ Андельфінген.

## Географія
Громада розташована на відстані близько 130 км на північний схід від Берна, 35 км на північний схід від Цюриха.
Штаммгайм має площу 24 км², з яких на 9,1% дозволяється будівництво (житлове та будівництво доріг), 55,8% використовуються в сільськогосподарських цілях, 34,6% зайнято лісами, 0,6% не є продуктивними (річки, льодовики або гори).

## Демографія
2019 року в громаді мешкало 2790 осіб (+5,5% порівняно з 2010 роком), іноземців було 9%. Густота населення становила 116 осіб/км².
За віковим діапазоном населення розподілялося таким чином: 21,2% — особи молодші 20 років, 57,8% — особи у віці 20—64 років, 21% — особи у віці 65 років та старші. Було 1141 помешкань (у середньому 2,4 особи в помешканні).
Із загальної кількості 1246 працюючих 273 було зайнятих в первинному секторі, 433 — в обробній промисловості, 540 — в галузі послуг.